# PewDiePie
Felix Arvid Ulf Kjellberg (Gotemburgo, Suecia; 24 de octubre de 1989), conocido por su alias online PewDiePie, es un youtuber sueco, cuyo contenido se basa en vídeos de entretenimiento y comedia relacionados con videojuegos y la cultura de Internet. La masiva popularidad de Kjellberg en YouTube y su extensa cobertura en los medios lo convirtieron en uno de los creadores de contenido y personalidades más impactantes que han provenido de Internet. Ha sido retratado en los medios como una figura principal en YouTube y casi un sinónimo del gaming en la plataforma. En 2016, la revista Time lo nombró una de las 100 personas más influyentes del mundo.
Nacido y criado en Gotemburgo, Suecia, Kjellberg registró su cuenta "PewDiePie" en 2010, subiendo primoridalmente gameplays de videojuegos de acción y terror. Su canal experimentó un crecimiento sustancial en los años siguientes, siendo uno de los canales más rápidos en crecer durante 2012 y 2013, y finalmente convirtiendóse en el canal con más suscriptores de YouTube el 15 de agosto de 2013. Con el tiempo, su estilo de contenido se diversificó en vlogs, cortos y shows de comedia, y videos musicales, volviendóse, a su vez, cada vez más sujeto a controversias en los medios.
En 2019, luego de una pública competencia online con el canal indio T-Series, Kjellberg fue superado como el canal con más suscriptores de YouTube. Su canal actualmente es el décimo más suscrito, aunque sigue siendo tercero más suscrito siendo propiedad de una sola persona y no una empresa. Kjellberg tuvo el canal más visto en YouTube del 29 de diciembre de 2014 al 14 de febrero de 2017.
El 21 de junio de 2020, creó su canal Llamado PewDiePie Highlights. A agosto de 2025, su canal tiene más de 110 millones de suscriptores y ha tenido 29,3 mil millones de visitas totales. Su popularidad en línea ha sido notado por aumentar las ventas de los títulos que juega y le ha permitido generar apoyo para campañas de recaudación de fondos de caridad.

## Infancia y juventud

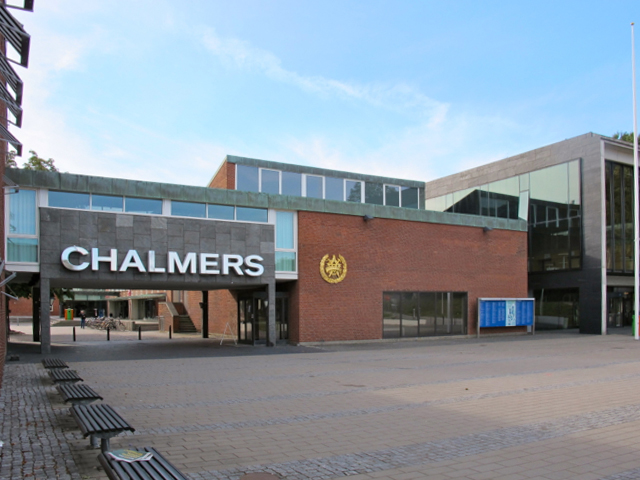
PewDiePie estudió en la Universidad Tecnológica de Chalmers, en Gotemburgo.

PewDiePie nació el 24 de octubre de 1989 en Gotemburgo, Suecia, donde también se crio. Es hijo de Lotta Kristine Johanna y Ulf Cristian Kjellberg, y creció junto a su hermana mayor Fanny Kjellberg. Su madre, ex CEO de KappAhl, fue nombrada Jefa de Información de Suecia del Año en 2010. Su padre es un ejecutivo corporativo.
Kjellberg se mostró interesado en el arte desde una temprana edad, dibujando personajes populares de videojuegos, como Mario o Sonic, así como también pasando horas jugando videojuegos en videoconsolas, como Star Fox 64 o Donkey Kong Country 2: Diddy's Kong Quest. Durante la secundaria, solía escaparse de clases para ir a jugar en cibercafés con sus amigos. Durante sus últimos años de escuela, Kjellberg admitió volverse "extremadamente introvertido", con personas llegándole a preguntar porque solía estar solo siempre, y Kjellberg contestando "no sé, no me importa". Tras graduarse en 2008, inició la carrera de Economía Industrial y Gestión de Tecnología en la Universidad Tecnológica de Chalmers, pero la abandonó en 2011. Aunque ha sido reportado que abandonó Chalmers para perseguir su sueño de convertirse en youtuber, en 2017 Kjellberg aclaró que la dejó por su poco interés en su curso de estudio. Acabaría expresando que, en general, abandonar los estudios para perseguir una carrera en YouTube sería "estúpido".
Kjellberg empezaría a desarrollar un gran interés en Adobe Photoshop, queriendo trabajar en manipulación de fotos usando el programa antes que estar en la escuela. Siguiendo su pasión después de dejar Chalmers, participó en concursos de Photoshop y casi obtiene un puesto de aprendiz en una destacada agencia de publicidad escandinava, admitiendo que "estaba entre él y otra persona", aunque acabó no ganando el puesto. Entre esto y su comienzo de interés por YouTube, también aplicó una solicitud de trabajo para Mojang. Finalmente, acabó interesándose en la creación de contenido en YouTube; para poder hacer esto, vendió versiones limitadas de imágenes que hizo por Photoshop para poder comprarse una computadora y permitirse hacer videos.

## Carrera en YouTube

### Primeros años (2010–2012)
Kjellberg originalmente registró su primera cuenta en YouTube bajo el nombre de "Pewdie" en diciembre de 2006. Después de haberse olvidado la contraseña de su cuenta original, registró el canal de "PewDiePie" el 29 de abril de 2010. Intrigado por haber descubierto que se podía grabar vídeos comentando videojuegos, Kjellberg subió su primer vídeo el 2 de octubre de 2010, un gameplay corto de Minecraft donde narraba una situación graciosa que le sucedía en el juego. "Pensaba que era gracioso, recuerdo habérselo mostrado a mi amigo y él también pensó que era gracioso. El video era una mierda", recordó en una entrevista en 2017. Como no tenía ningún suscriptor, Kjellberg le envió su video a Machinima, pensado que de esa manera podía ganar algunos suscriptores. Inspirado por canales que subían gameplays de Call of Duty: Modern Warfare 2, PewDiePie se dedicó a subir gameplays comentados de partidas online del videojuego. En su vídeo "Visitando mi ciudad natal" de 2019, Kjellberg recordó: "Luego de dejar Chalmers, empecé a hacer YouTube en pura desesperación de poder tener algo aparte de la universidad". Al haber dejado los estudios, sus padres se rehusaron a apoyarlo financieramente, y como resultado Kjellberg financió sus primeros vídeos trabajando como capitán de un puerto, vendiendo arte por Photoshop y trabajando en un puesto de perritos calientes. Kjellberg declaró que el hecho de que pudiera hacer vídeos era más importante para él que estar estudiando en una carrera prestigiosa. Cinco años más tarde recordó: “sabía que las personas eran grandes en otros tipos de vídeos, pero no había uno grande en los videojuegos, y yo no sabía que se podía hacer dinero con esto. Nunca fue una carrera que podría simplemente dejar la universidad para perseguirla. Era simplemente algo que amaba hacer".

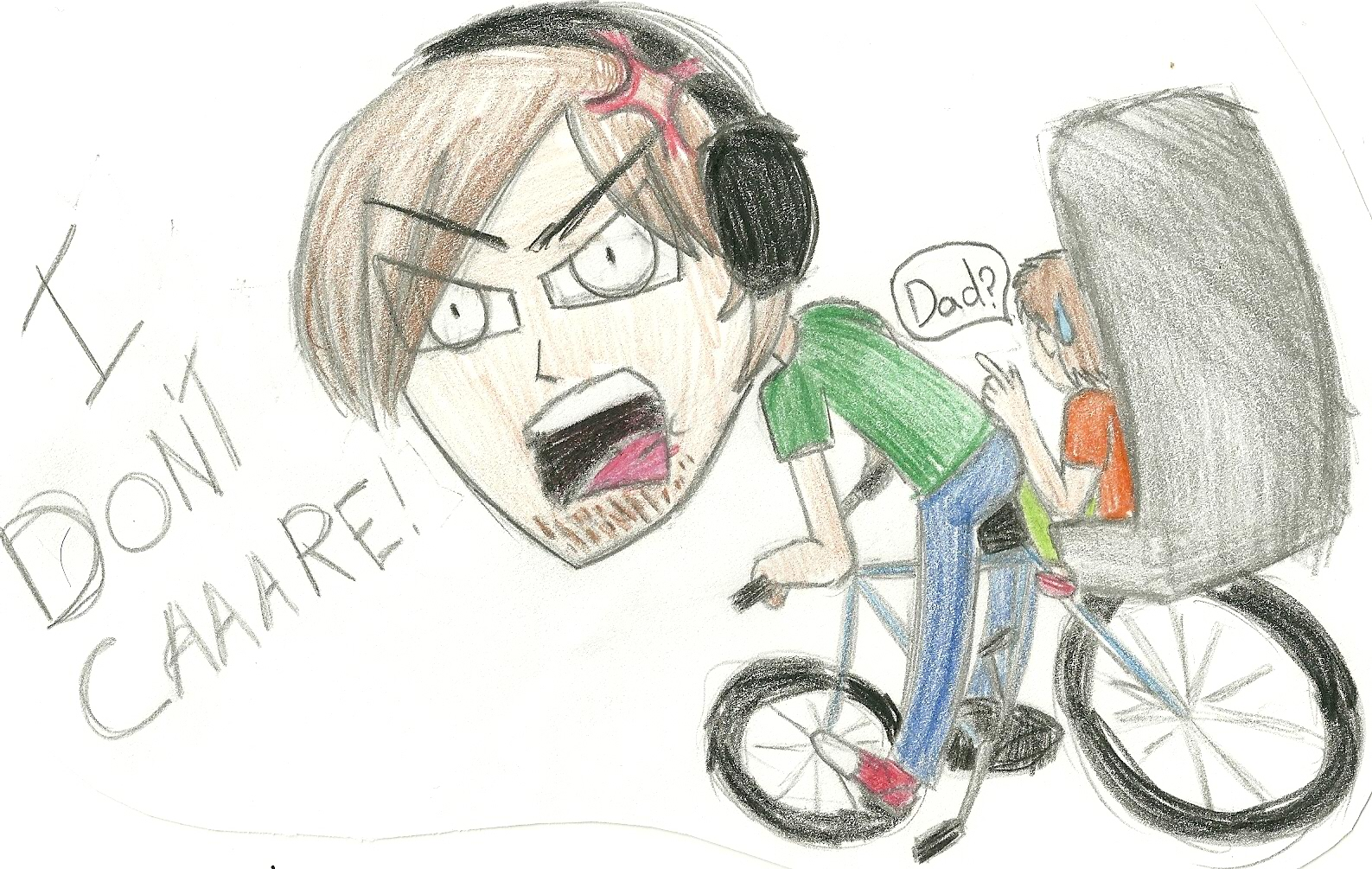
Fan art de PewDiePie durante sus primeros años.

El 16 de diciembre de 2010, el canal de PewDiePie alcanzó los 100 suscriptores, a los que Kjellberg subió un video celebrándolo, y además comentando: "No es mi meta volverme famoso ni nada de eso", al haber notado que muchas personas y youtubers le hacían sentir que "tenía una voz para esto", y que podía volverse grande. En 2011 sería donde el canal empezaría a crecer exponencialmente, al transicionar de gameplays de Call of Duty a videojuegos de terror, en especial de Amnesia: The Dark Descent, un videojuego que acababa de ser lanzado, y a su vez, de un segmento de vlogs semanales llamado Fridays With PewDiePie, que impulsó al canal a llegar a 60 mil suscriptores para diciembre de ese mismo año. El 11 de julio de 2012 el canal alcanzó 1 millón de subscriptores, y llegó a dos millones de suscriptores en septiembre de ese año. En octubre de 2012, OpenSlate clasificó el canal PewDiePie como el canal de YouTube número 1. Kjellberg firmó en diciembre con Maker Studios, una red multicanal (MCN) que impulsa el crecimiento de los canales a su cargo. Antes de su asociación con Maker, estaba contratado por Machinima, que opera como rival de Maker. Kjellberg manifestó sentirse abandonado por Machinima y, frustrado por el trato que le daban, así que acabó contratando a un abogado para que lo liberara de su contrato con la cadena.
Entre sus vídeos más vistos, se incluyen montajes y compilaciones de sus gameplays durante la primera parte de su carrera. Una de sus compilaciones, "A Funny Montage" (Un Montaje Gracioso), fue subido en enero de 2013, y se convirtió rápidamente en el vídeo más visto de su canal durante la mayor parte de su carrera, hasta ser superado en 2018.
Al principio de su carrera en YouTube, Kjellberg utilizó chistes de violación en sus vídeos. La crítica de estos chistes provocó controversia, y en octubre de 2012, Kjellberg publicó un mensaje en Tumblr, que dice “Sólo quiero dejar claro que ya no estoy haciendo chistes de violación, como he mencionado antes, no estoy buscando hacer daño a nadie y pido disculpas si alguna vez lo hice.” The Globe and Mail declaró: “a diferencia de muchos jugadores jóvenes, él escucha cuando los fans y los críticos señalaron su carácter nocivo, y decidió dejar de hacer chistes de violación”.

### Convirtiéndose en el usuario con más suscripciones y crecimiento continuo (2013-2014)
El 18 de febrero de 2013, PewDiePie alcanzó 5 millones de suscriptores, y en abril, Kjellberg obtuvo una cobertura en The New York Times tras superar los 6 millones. En mayo, en la inauguración de los Premios de Estrellas Sociales Starcount en Singapur, PewDiePie ganó el premio a la "estrella social sueca". Compitiendo contra Jenna Marbles, Smosh y Toby Turner, PewDiePie también ganó el premio al "show social más popular". En julio de 2013 superó a Jenna Marbles para convertirse en el segundo usuario de YouTube con más suscripciones, y alcanzó 10 millones de suscriptores el 9 de julio de 2013. En agosto de 2013, Kjellberg firmó con la subred de juegos de Maker, Polaris. Polaris funcionó como un relanzamiento de The Game Station, la network de juegos de Maker.

Logotipo del canal de YouTube de PewDiePie desde 2010 hasta 2013.

El número de suscriptores de PewDiePie superó al canal con el primer lugar, Smosh, el 15 de agosto de 2013, y por ello, Kjellberg obtuvo un certificado al Libro Guinness de los récords. El 1 de noviembre, PewDiePie se convirtió en el primer canal en llegar a 15 millones de suscriptores, aunque el día siguiente, el canal fue superado por la cuenta de YouTube Spotlight. En el mismo mes, Kjellberg proclamó su disgusto al nuevo sistema de comentarios de YouTube, deshabilitando la sección en todos sus vídeos. En diciembre, PewDiePie superó al canal de YouTube de Spotlight para volver a ser el usuario con más suscriptores en YouTube. Durante 2012 y 2013 el canal de PewDiePie fue uno de los de más rápidamente creció en términos de suscriptores. En 2013, el canal PewDiePie pasó de 3,5 millones a poco menos de 19 millones de suscriptores, y para el final del año 2013 estaba ganando un suscriptor nuevo cada 1,037 segundos. Billboard informó que el canal PewDiePie ganó más subscriptores que cualquier otro canal en 2013. Además, en la segunda mitad de 2013, el canal PewDiePie obtuvo un poco menos de 1,3 millones de reproducciones de vídeo.
Durante 2014, el contenido de PewDiePie empezó a diversificarse a partir de los juegos de terror, empezando a subir juegos que simplemente le interesan a Kjellberg, sin importar el género. Kotaku escribió: "En lugar de limitarse a los juegos de terror, Pewdiepie ahora juega activamente a más cosas que le interesan."
En marzo de 2014, PewDiePie actualizó su producción de vídeo, anunciando que reduciría la frecuencia de vídeos subidos. En agosto de 2014, Maker Studios lanzó una aplicación oficial de PewDiePie para el iPhone, permitiendo a las audiencias ver sus vídeos, crear listas de vídeo personalizadas y compartir vídeos con los demás. Más tarde en el mes, PewDiePie subió un vídeo, anunciando que desactivaría de forma permanente los comentarios en sus vídeos de YouTube. En su decisión, PewDiePie declaró: “Voy a los comentarios y es principalmente spam, la publicidad de la misma gente, es gente que trata de provocar... todas estas cosas para mí no significan nada. No me importan, no lo quiero ver”. Después de desactivar los comentarios, PewDiePie siguió interactuando con su público a través de Twitter y Reddit. A mediados de septiembre, PewDiePie subió un vídeo de seguimiento, apegado a su decisión, y anunciando el lanzamiento de broarmy.net, un foro en línea, en la que se conectará de forma activa con sus espectadores, diseñado para reemplazar la sección de comentarios de YouTube.

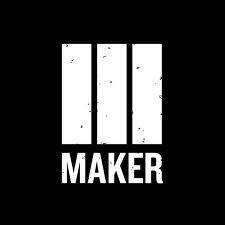
Maker Studios fue la network a la que PewDiePie estuvo asociado durante la mayor parte de sus inicios en YouTube.

En septiembre de 2014, PewDiePie empezó a subir vídeos de streaming de su serie coorganizada, BroKen, en MLG. Kjellberg coanfitriona la serie con Kenneth Morrison, conocido como CinnamonToastKen, que también es un comentarista de juego en línea. El 13 de octubre, PewDiePie decidió permitir comentarios en su vídeos una vez más, aunque solo después de su aprobación. Sin embargo, Kjellberg tuiteó: “Los he establecido como aprobado para que pueda redirigir a la gente a comentar a mi sitio web en su lugar”. En un vídeo posterior, PewDiePie afirmó que deshabilitar los comentarios le ayudó a ser más feliz. Solo en 2014, la cuenta de PewDiePie acumuló cerca de 14 millones nuevos suscriptores y más de 4,1 millones de vistas de vídeo; ambos números fueron más altos que cualquier otro usuario.
En octubre de 2014, Kjellberg insinuó la posibilidad de que no renovaría su contrato con Maker Studios cuando expirara en diciembre de 2014, expresando sus frustraciones con la empresa matriz del estudio, Disney. Kjellberg reflexionó sobre la opción de lanzar su propia network, sin embargo, a la luz de los medios de comunicación que informaron su desinterés con Maker, tuiteó: "Siento que me citaron incorrectamente en el Wall Street Journal y estoy muy contento con el trabajo que Maker ha estado haciendo por mí". Kjellberg finalmente continuaría creando videos con Maker. Su relación con Maker provocó el establecimiento de un sitio web, una aplicación y una tienda en línea oficiales de PewDiePie para vender productos, mientras que Kjellberg promovió los intereses de los medios de Maker y le dio a la red una parte de sus ingresos por publicidad en YouTube.
Solo en 2014, la cuenta de Kjellberg acumuló casi 14 millones de nuevos suscriptores y más de 4100 millones de visitas totales; ambas cifras fueron más altas que las de cualquier otro usuario. Según Social Blade, el 29 de diciembre de 2014, el canal de Kjellberg acumuló más de 7 mil millones de visitas, para convertirse en el canal más visto del sitio web.

### Scare PewDiePie,Revelmode, y cambio de estilo (2015-2016)

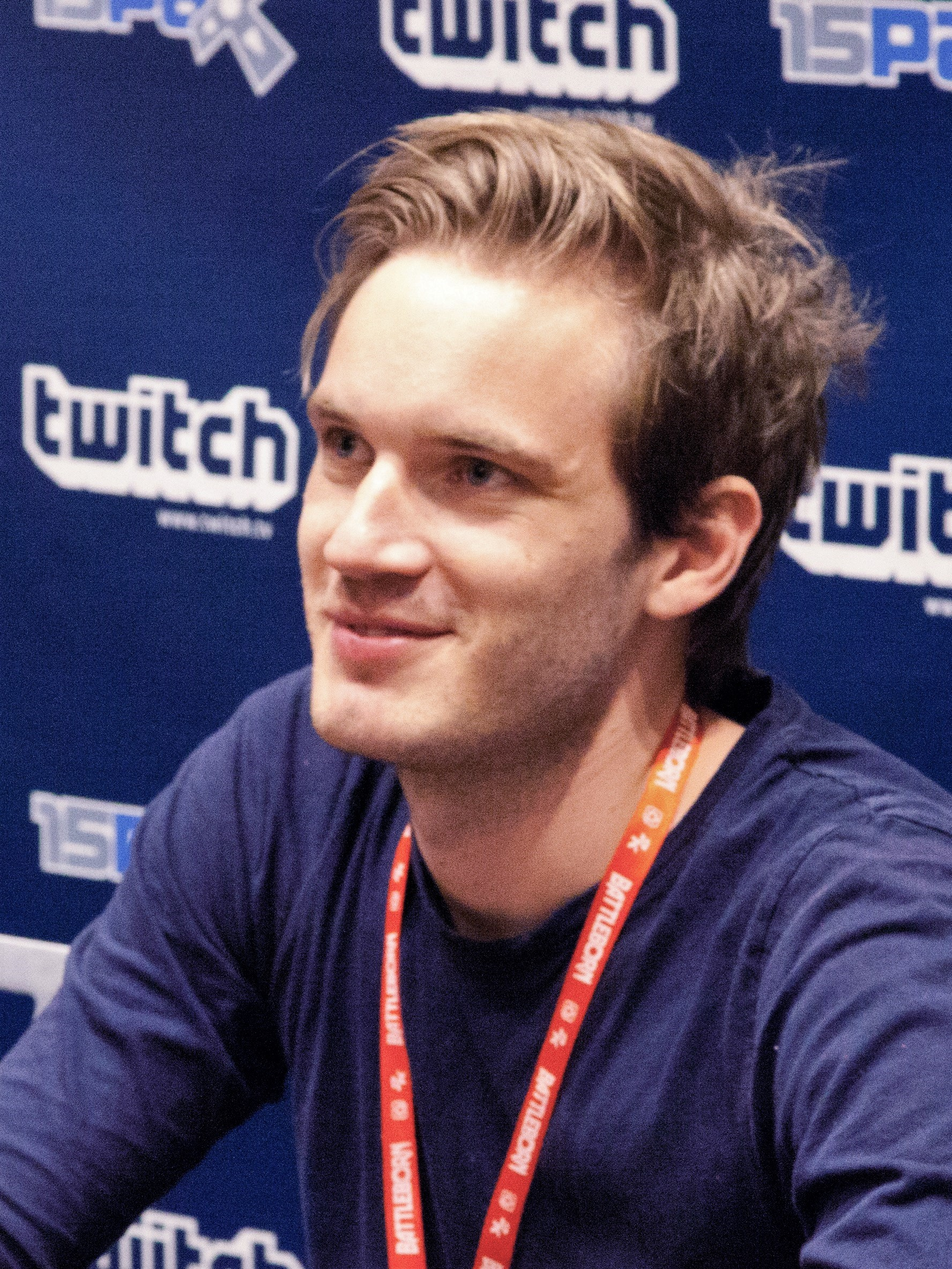
Felix en la Penny Arcade Expo de 2015.

Durante julio de 2015, los vídeos de PewDiePie se documentaron para recibir más de 300 millones de visitas al mes. El 6 de septiembre de 2015, la cuenta de YouTube de PewDiePie se convirtió en el primer en llegar a 10 mil millones de reproducciones de vídeo.
The New York Times señaló retrospectivamente que alrededor de 2015, el contenido de video de Kjellberg experimentó un cambio de estilo: "comenzó a tomar más riesgos. Continuó jugando videojuegos, pero comenzó a experimentar. Hizo desafíos virales, se burló de otros YouTubers y empezó a hacer reseñas de memes que les enviaban sus fanáticos". Kjellberg ha atribuido su contenido en esta época como resultado de la inmadurez, el aburrimiento de jugar videojuegos, los incentivos de la plataforma de YouTube y la creencia de que el crecimiento de su canal se estaba estancando. Un video citado como representativo de este cambio presentaba a Kjellberg leyendo ficción erótica de fanáticos sobre personajes de la película de Disney, Frozen. Según los informes, el entonces director ejecutivo de The Walt Disney Company, Bob Iger, se enojó por el video, lo que puso en peligro el acuerdo de Kjellberg con Maker Studios, una subsidiaria de Disney.
En septiembre de 2015, PewDiePie dio a entender que iba a tener un papel en una serie, y que estaba en Los Ángeles para el rodaje de la serie. Aunque no muchos detalles fueron revelados en el momento, en octubre, se anunció que la serie se titularía Scare PewDiePie. La serie fue lanzada en 2016 a través del servicio de suscripción de pago de YouTube, YouTube Red.
En enero de 2016, Kjellberg anunció una asociación con Maker Studios para producir Revelmode, una subred de Maker, que mostraría a Kjellberg y sus amigos en series originales de YouTube. Después del trato, la directora de Maker Studios, Courtney Holt, declaró: "estamos encantados de duplicar la apuesta con Felix". Junto con Kjellberg, otros once YouTubers firmaron con la red, entre los que se incluían CinnamonToastKen, Marzia, Jacksepticeye, y Markiplier.
A lo largo de 2016, el cambio de estilo en los videos de Kjellberg se hizo más evidente. A medida que empezó a producir menos videos de gameplays sobre juegos de terror, su estilo de humor cambió; comentó que había cambiado a un humor más seco, que a menudo no era entendido por los espectadores más jóvenes. Examinó sus videos más antiguos y, aunque notó los cambios de estilo que había experimentado, expresó un pesar específico por su uso casual de palabras como gay o retrasado en un sentido despectivo. En diciembre de 2016, Patricia Hernández de Kotaku escribió sobre sus cambios de estilo y explicó que "durante el último año, el canal PewDiePie también ha tenido una fricción subyacente, ya que Kjellberg se distancia lentamente de muchas de las cosas que lo hicieron famoso. Está haciendo menos gameplays de juegos de terror como Amnesia, y agrega, "el PewDiePie de 2016 aún puede ser inmaduro, claro, pero [...] un aspecto definitorio de los videos recientes de PewDiePie es la angustia existencial, ya que describe la sombría realidad de crear contenido para una máquina que no puede controlar o comprender por completo".
El 2 de diciembre, subió un video en el que hablaba de su frustración con el problema de las cuentas de YouTube que experimentaban una pérdida inexplicable de suscriptores y vistas. Expresó que muchas personas que trabajan con YouTube "no tienen idea de las dificultades que conlleva ser un creador de contenido". Sobre este tema, un representante de Google afirmó que "Algunos creadores han expresado su preocupación por una caída en sus números de suscriptores. Hemos [...] encontrado que no ha habido disminuciones en los números de suscriptores de los creadores más allá de lo normal que sucede cuando los espectadores se dan de baja del canal de un creador o cuando YouTube elimina los suscriptores con spam". Cuando el canal de Kjellberg se acercó a los 50 millones de suscriptores, declaró que eliminaría su canal una vez que alcanzara el hito, obteniendo una gran repercusión por los medios de comunicación. El 8 de diciembre, su canal alcanzó los 50 millones de suscriptores, convirtiéndose en el primer canal de YouTube en hacerlo. El 18 de diciembre de 2016, recibió un botón de reproducción personalizado de YouTube hecho de rubí como recompensa por alcanzar este hito. Sin embargo, Kjellberg no eliminó su canal PewDiePie y, en cambio, eliminó un segundo canal más pequeño que había creado recientemente. Además, expresó su descontento por el cambio de algoritmo de YouTube que afecta negativamente a la audiencia de los creadores de contenido. Según Social Blade, en febrero de 2017, el conteo total de vistas de su canal fue superado por el sello discográfico indio T-Series en la parte superior de las clasificaciones de vistas de YouTube.

### Controversias,streaming, y shows con distintos formatos (2017-2018)
En enero de 2017, PewDiePie subió un video donde utilizaba la palabra "nigga" de forma humorística. El video generó muchas críticas y tuvo una masiva repercusión en Twitter. En otro video subido ese mismo mes, Kjellberg le pagó a dos individuos de la página Fiverr para que sostengan un cartel que decía "Death to all Jews" (Muerte a todos los judíos). Más tarde, alegó que su intento no era discriminar a los judíos, si no para demostrar lo "lejos que podía llegar la página". El video recibió críticas negativas y una reacción violenta en las redes sociales, generando una persecución mediática ante Kjellberg por parte de varios medios importantes, que criticaron la defensa de Kjellberg ante sus bromas diciendo que fueron tomadas como "fuera de contexto", y opinando que su contenido reciente ayudaba a la normalización de ideologías como el antisemitismo, neonazismo y supremacía blanca. The Walt Street Journal alegó que esta no era la primera vez que Kjellberg ocupaba imágenes y lenguaje antisemita en sus vídeos. Kjellberg y los otros dos individuos acabaron disculpandóse, pero el evento llevó a Maker Studios a cortar sus lazos con Kjellberg, y a Google a sacarlo de su programa de publicidad y cancelar la próxima segunda temporada de la serie Scare PewDiePie en YouTube Red. PewDiePie procedió a subir un video donde se disculpó por sus bromas, pero reprendió enérgicamente la cobertura mediática del evento, con críticas particulares dirigidas a The Wall Street Journal.
En abril, mientras continuaba subiendo contenido nuevo a YouTube, Kjellberg creó Netglow, un canal colaborativo en el servicio de transmisión en vivo Twitch. En Netglow, comenzó a transmitir Best Club, un programa de transmisión en vivo semanal. Best Club se estrenó el 9 de abril, con su primer episodio con Brad Smith, el editor del canal, junto a Kjellberg. Kjellberg comentó que su decisión de crear Netglow estaba en proceso antes de las alegaciones antes mencionadas de temas antisemitas en sus videos. Business Insider detalló que la primera transmisión de Kjellberg acumuló alrededor de 60,000 espectadores y que Netglow había acumulado 93,000 suscriptores hasta ese momento.
En septiembre de 2017, Kjellberg volvió a atraer críticas cuando, en un streaming jugando PUBG: Battlegrounds, utilizó la palabra 'nigger', insulto racista que se refiere a los afroamericanos, en una partida. Sean Vanaman, cofundador de Campo Santo, habló del tema asegurando que las declaraciones de Kjellberg eran "peores que las de un racista en el closet" y anunció que tomaría medidas de penalización por derechos de autor tras el incidente. Eventalmente, Kjellbrerg se disculpó por lo que pasó, diciendo textualmente "Estoy terriblemente decepcionado de mi mismo, porque parece que no he aprendido nada de mis polémicas anteriores".

### PewDiePie vs. T-Series (2018-2019)

Logotipo de la empresa T-Series, con la que Kjellberg compitió en suscriptores entre 2018 y 2019.

En agosto de 2018, Kjellberg subió un video titulado "Este canal sobrepasará a PewDiePie", en el que hizo un llamado a sus fanes en tono irónico, para que estos empezasen una batalla entre su canal y el canal perteneciente a la productora bollywoodense T-Series.
En octubre, Kjellberg publicó una canción nombrada "Bitch Lasagna", en la que se burlaba de los estereotipos de la India, como respuesta a las predicciones de que el canal T-Series sobrepasaría su canal en cantidad de suscriptores.
El 27 de marzo de 2019, T-Series sobrepasó al canal de PewDiePie .
Kjellberg, tras enterarse del suceso, el 31 de marzo, lanzó otra canción nombrada "Congratulations", felicitando irónicamente a T-Series por haberlo superado, criticando a la empresa, mencionando, por ejemplo, que 'empezó vendiendo canciones pirateadas'.
Debido al uso de referencias a estereotipos de la India, las canciones de Kjellberg han sido consideradas como 'racistas' y 'xenófobas',
acusaciones que llegaron a la Corte Suprema de la India, quien falló a favor de T-Series, alegando que los videos eran "difamatorios, despectivos, insultantes y ofensivos".
Como resultado, el acceso a los videos fue posteriormente bloqueado en India.
La batalla finalizó el 28 de abril de 2019, cuando Kjellberg subió un video llamado "Poniendo punto final al meme de 'Suscribete a PewDiePie'", en el que reflexionó sobre los acontecimientos que había ocasionado la batalla,
incluyendo los hechos de unos atentados en Christchurch, Nueva Zelanda, en el que el perpetrador de la masacre dijo "No lo olviden muchachos, suscribanse a PewDiePie" antes de comenzar el ataque.

### Serie deMinecrafty baneo en China (2019-2020)
En junio de 2019, Kjellberg anunció que volvería a subir videos de Let's Play, entre los juegos jugados por el youtuber se encontraba Minecraft, juego del cual subiría contenido frecuentemente durante los próximos meses.
El 25 de agosto de ese mismo año, el canal de PewDiePie alcanzó los 100 millones de suscriptores, siendo, tras T-Series, el segundo canal en superar dicha cifra.
Como premio por llegar a dicha cifra, YouTube entregó a Kjellberg una placa nombrada Red Diamond Play Button.
En octubre, Kjellberg dijo en un video que se había bloqueado el acceso tanto su canal de YouTube, como demás contenido sobre el en sitios como Reddit en China. Aseguró que los comentarios que había realizado con respecto a las protestas de Hong Kong de 2019 y el que haya mostrado en otro video una imagen que comparaba al líder supremo de China Xi Jinping con Winnie the Pooh le habían costado su censura en ese país.
En diciembre, Kjellberg anunció que tomaría un descanso de YouTube y que cerraría su cuenta de Twitter,
El hiato de Kjellberg duró entre el 15 de enero y el 21 de febrero de 2020.

### Contratos de exclusividad, competencia con Cocomelon y mudanza a Japón (2020 - presente)
Tras haber realizado un contrato de exclusividad con DLive en abril de 2019,
Kjellberg, en mayo de 2020 firmó otro contrato de exclusividad con YouTube para realizar streamings solamente en esa plataforma,
aunque Tubefilter informó que no se sabe si Kjellberg sigue afilliado a DLive tras conocerse la noticia.
En octubre de 2020, los fanes de Kjellberg se dieron cuenta de que cuando buscaban en YouTube su canal o sus videos más recientes, estos no aparecían, haciendo que ellos sospechachen que el youtuber había sido shadowbaneado. YouTube respondió en Twitter a los reclamos atribuyendo la causa del problema tanto al hecho de que los propios algoritmos de YouTube podrían haber denunciado sus videos más recientes, como a la pandemia de COVID-19, que había hecho que la plataforma se demorase más en revisar los videos que se subían a esta. YouTube se disculpó por el hecho y aseguró que estaban «trabajando en arreglar el problema».
En enero de 2021, Kjellberg firmó un contrato de distribución con Jellysmack, una «compañia global de creadores», mediante el que la empresa adapta y distribuye el contenido de Kjellberg para usuarios de Facebook Watch. Pese a tener su contenido publicado en la plataforma de Facebook, Kjellberg siguió usando YouTube para subir su contenido.
El 14 de febrero del mismo año, Kjellberg publicó un diss track llamado «Coco» que hablaba acerca de Cocomelon, un canal que había ganado una cantidad considerable de suscriptores durante varios años, ganando casi 2 millones de suscriptores al mes. La canción incluye letras burlónas hacia Cocomelon, lenguaje soez, niños bailando con Kjellberg y cantando solos, insultos contra el rapero 6ix9ine y la escritora J. K. Rowling y la aparición del músico británico Boyinaband al final del video musical. Kjellberg aclaró que a los niños que aparecían en el video musical se les proporcionó una versión limpia de la letra para que la imitaran mientras los filmaban, y que sus padres les permitieron participar en el video.  Más tarde, YouTube eliminó el video y afirmó que violaba sus políticas sobre acoso y seguridad infantil . Kjellberg declaró que "[no] realmente se preocupaba por Cocomelon" y no quería que la rivalidad fingida con el canal "se saliera de control", como lo había hecho anteriormente su rivalidad con T-Series. Finalmente el 25 de abril de 2021, Cocomelon superó oficialmente en suscriptores a PewDiePie.
En mayo de 2022, Kjellberg y su esposa Marzia se mudaron de Inglaterra a Japón. Gran parte de su contenido después de la mudanza se centró en "vlogs sobre la vida cotidiana en Tokio". En septiembre, Kjellberg explicó el cambio que experimentó su filosofía de carga cuando anunció su "retiro" de la plataforma: optó por compartir videos por diversión, como lo hizo cuando comenzó a subir videos.

## Formato del canal
En sus primeros años como youtuber, PewDiePie fue conocido por jugar juegos de terror y de acción, principalmente Amnesia: The Dark Descent y los mods relacionados. PewDiePie también comenzó a publicar vlogs semanales a partir del 2 de septiembre de 2011, bajo el título de Viernes con PewDiePie. A medida que su canal creció, comenzó a diversificar el contenido de sus vídeos, pasando a incluir cortos de acciones en vivo y de comedia animados. En 2014 empezó a jugar de forma más activa a los videojuegos que le interesaban, sin importar el género. También es conocido por apoyar videojuegos de desarrolladores independientes.

### Contenido
El contenido de los vídeos de PewDiePie es descrito por varios medios como torpe, desagradable, lleno de energía y de malas palabras. Sin embargo, otros medios dicen que el contenido de PewDiePie es genuino y sin filtros. Sarah Begley del Time dijo que sus clips contenían una “narración carismática”. Chris Reed de Cheat Sheet de Wall Street dijo que contenía “comentarios continuos que se caracterizan por chistes torpes, malas palabras, y estallidos fuertes”. Otro periodista señaló “el modo elegido por PewDiePie para compartir su crítica pasa a ser un entretenimiento procaz, un flujo sin mediación de chistes, gritos sobresaltados, voces tontas, comentarios políticamente incorrectos, y más o menos malas palabras sin parar”. Reed añadió que estos aspectos de los vídeos de PewDiePie son lo que los críticos encuentran más abrasivos, pero lo que aman más los fanes.

## Imagen pública e influencia

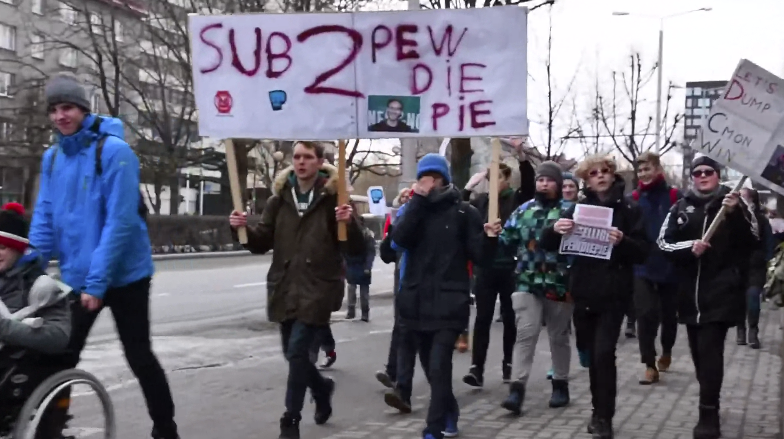
Fans en Estonia pidiendo suscripciones para PewDiePie.

Las respuestas a los contenidos de PewDiePie son mixtas. Forbes lo llama “una figura polémica, tanto en el juego y las comunidades generales de Internet con la reacción habitual despectiva a su trabajo siendo 'grita mientras juega los videojuegos' y de alguna manera se las arregla para atraer a millones de subscriptores que producen de millones de dólares”. Forbes también señala que PewDiePie “no estaría donde está sin ser muy bueno en lo que hace”. PewDiePie a menudo se refiere a sus fanes como el "Fam Squad" y se dirige a su audiencia como ''sisters" y "9 year old army".
En septiembre de 2014, Rob Walker, de Yahoo! llama a la popularidad de PewDiePie como "loca", por escrito, que "me parece bastante curioso – Me refiero a que sé quién es Rihanna, pero ¿Reconocerías a este niño si estuviera en la fila detrás de ti en el banco?" Walker, entre otros reporteros y algunos jugadores ocasionales, han cuestionado las razones de su popularidad, mientras que otros reporteros han criticado su aumento de notoriedad. Walker observó la interacción de PewDiePie con su público, escribiendo, "A pesar de que puede ser ruidoso y crudo, siempre viene a ser tan genuino. Se dirige constantemente a su audiencia como un grupo de amigos. Está sin duda más que dispuesto a burlarse de sí mismo en el proceso". En 2015 The Verge escribió, "Lo ames o le odies, es exitoso – como tantas otras personalidades de YouTube – no solo en jugar juegos, pero realidad conectándose y hablando directamente a una audiencia. Ningún agente, comunicado de prensa, o cualquier otro intermediario. Él sólo rompe el récord".
En relación con su responsabilidad como una celebridad, PewDiePie ha declarado "mucha gente me ve como un amigo con quien pueden pasar un buen rato por 15 minutos al día", y agrega: "La soledad delante de las pantallas de computadora nos reúne. Pero nunca he establecido ser un modelo a seguir; solo quiero invitarlos a venir a mi casa". Correlacionado con esta nota, se ha informado que su audiencia proporciona comentarios positivos acerca de él; algunos de sus espectadores crearon y contribuyeron en una tendencia expresando que él les ha hecho más feliz y sentirse mejor sobre sí mismos. Por el contrario, durante una encuesta informal en Twitter realizada por un reportero Kotaku, los encuestados lo describieron como "molesto" y una "pérdida de tiempo desagradable". PewDiePie también ha sido recibido negativamente por los medios de comunicación en algunas ocasiones, a menudo siendo reportado como un "fenómeno inexplicable". Andrew Wallenstein de Variety criticó muy fuerte PewDiePie, después de que su canal se convertirse en el canal con más suscriptores en YouTube, describiendo sus vídeos como "estúpidos agresivos" y "balbuceos". Rolling Stone ha documentado la existencia de varias tendencias en Reddit dedicadas a compartir puntos de vista de menosprecio sobre PewDiePie.
De acuerdo con una encuesta de 2014 encargada por Variety, PewDiePie junto con algunas otras personalidades de YouTube han sido marcadas como siendo más influyentes y populares que grandes celebridades, como Jennifer Lawrence, entre los adolescentes estadounidenses de entre 13 y 18 años. Su canal también tiene un gran grupo de espectadores jóvenes, un grupo de Google se refiere a ellos como la generación C por sus hábitos de "crear, seleccionar (del inglés "curation"), conectar y comunidad". Paul Tassi de Forbes escribió, "PewDiePie combina carisma, energía y todo lo al azar de su alrededor para crear un personaje bobo con vídeos que tienen poco sentido para los extraños, pero son como carnada para su base de fans más jóvenes". Chris Reed de Cheat Sheet de Wall Street comentó sobre las opiniones divididas sobre PewDiePie: "La gran división en la opinión sobre PewDiePie parece ser en gran medida generacional. Las personas mayores son menos propensas a suscribirse a canales de YouTube, o prestar mucha credibilidad a personalidades de YouTube en general. Muchos espectadores más jóvenes, por otro lado, lo ven como muy entretenido y relevante".
PewDiePie ha reclamado que no le gusta ser llamado "famoso", y se ha reportado que vive en una "vida tímida y retraída". En un artículo de la revista Rolling Stone, PewDiePie admitió estar sorprendido por su fama; PewDiePie recordó un evento de juegos cerca de su ciudad natal, diciendo: "Recuerdo que había cinco guardias de seguridad gritando a una multitud para que se echaran para atrás – estaba fuera de control. Fue sorprendente encontrarme en esa situación, donde yo era esa celebridad". En los premios de 2013 de Star Social, PewDiePie saludó personalmente a sus fanes a pesar de que la seguridad le advirtió que no lo hiciese. PewDiePie también mencionó este evento a Rolling Stone, declarando, "En un principio, yo ni siquiera había entendido que estaban gritándome a mí".
Su salto a la fama se ha utilizado como "un gran ejemplo de cómo la sociedad emergente da amplias oportunidades a las personas con grandes ideas, coraje, y, por supuesto, una parte significativa de suerte en lugar de la vieja sociedad". Los estudios de la comunidad de jugadores en YouTube han demostrado que el 95% de los jugadores se dedican a ver vídeos en línea relacionados con juegos y ha sido señalado como una razón importante para la popularidad de PewDiePie. En 2015, PewDiePie se incluyó en la lista de las 30 personas más influyentes en Internet de Time, consolidando su influencia como una personalidad de internet. Más tarde, en 2015, PewDiePie apareció en la portada de la edición "Famechangers" de Variety, con la revista clasificándolo como el "#1 Famechanger", o "aquellos cuya influencia se destaca ampliamente por encima del resto".

### Influencia en los videojuegos
Los comentarios de PewDiePie han tenido un efecto positivo en las ventas de juegos independientes. Por ejemplo, los desarrolladores de McPixel declararon: "La fuerza más grande de atracción a McPixel en ese momento eran los vídeos "Let's Play" (juguemos). Mayormente por Jesse Cox y PewDiePie". Se ha confirmado que PewDiePie también ha influido positivamente en las ventas de Slender: The Eight Pages y Goat Simulator. Aunque los juegos que se ofrecen en el canal de PewDiePie han contribuido a su éxito comercial, ha dicho, "Solo quiero jugar a los juegos, no influir en las ventas".
PewDiePie, junto con los personajes de Amnesia: The Dark Descent, que PewDiePie renombró y rehízo personajes dentro de sus propios comentarios, fueron referenciados en un nivel diseñado por McPixel en su honor. Además, en el videojuego Surgeon Simulator 2013, la etapa de Cirugía Extraterrestre cuenta con un órgano llamado "Pewdsball" en honor a PewDiePie. PewDiePie acordó permitir que los desarrolladores de Surgeon Simulator 2013 utilizaran su imagen en GOTY IDST, un videojuego de simulación de la ducha. PewDiePie también se incluyó como un NPC en el juego indie, Party Hard.

### Ingresos
En junio de 2014, The Wall Street Journal informó que PewDiePie ganó $4 millones de dólares en 2013; PewDiePie confirmó en Reddit que las cifras fueron más o menos en torno a lo que realmente gana. En julio de 2014, el periódico sueco Expressen informó que la compañía productora de PewDiePie, PewDie Productions AB, reportó ganancias de $63.7 millones de coronas suecas o ($7.5 millones de dólares) en 2014. The Guardian comentó que la razón de que los medios de comunicación estuviesen tan cautivados por las ganancias de PewDiePie es que el tema "ofrece una visión poco común en el dinero que se hace en el estrellato de YouTube", agregando que "es muy raro para cualquier creador de YouTube para hablar de sus ganancias de manera pública". Aunque puntos de venta dijeron que los ingresos de PewDiePie eran amplios, e incluso "notables", PewDiePie apareció en la parte superior de la lista de Forbes de octubre de 2015 de las estrellas más ricas de YouTube con unos $12 millones obtenidos en 2015. En relación con los ingresos, Forbes comentó que "$7 millones bien pueden parecer una cifra astronómica para un chico de 25 años de edad, que solo quiere hacer amigos y jugar a videojuegos, pero es una figura tremendamente insustancial para el tamaño de su audiencia e influencia".
Sobre el tema de sus ganancias, PewDiePie declaró que "estoy muy cansado de hablar sobre cuánto dinero ganó. En las pocas entrevistas que he hecho, no importa cuánto tiempo hemos hablado el uno al otro, el titular sigue siendo solo sobre mi cheque". Después de una amplia cobertura de los medios sobre sus ganancias, Kjellberg publicó un vídeo expresando su frustración por la extensa cobertura de los medios sobre su ingreso. En el vídeo según él, "Hicimos recaudar un millón de dólares para la caridad, y muy pocos artículos utilizan eso, pero está en todas partes la cantidad de dinero que hago", agregando, "Parece que todo el mundo se preocupa más por la cantidad de dinero que hago, incluso más que yo". En relación con su fuente de ingresos, PewDiePie declaró: "Creo que eso es lo bueno de YouTube: que cualquiera técnicamente podría hacerlo, ¿verdad? Seguramente si yo no existiera, habría alguien para llenar mi lugar".

### Campañas de marketing
A partir de abril de 2014 y se extiendose hasta agosto, Kjellberg, junto con su novia Marzia Bisognin, comenzaron una campaña de marketing para la película de Legendary Pictures, Así en la Tierra como en el infierno. Los vídeos de Kjellberg para la campaña de marketing incluyeron una miniserie que ofrecen su participación en el "Desafío de Catacumbas". El reto incluía a Kjellberg buscando tres llaves en las catacumbas para abrir un recipiente que contiene "La Piedra Filosofal". Los vídeos de Kjellberg y de Bisognin fueron capaces de obtener casi 20 millones de visitas. Maker Studios, que representa a Kjellberg y Bisognin, negoció el acuerdo de publicidad entre los dos y Legendary Pictures. En enero de 2015, Mountain Dew se asoció con PewDiePie para poner en marcha un concurso de fanfiction, en el que los ganadores serían animados en formatos de vídeo y luego subidos a su canal. En el mismo mes, una cita de él fue utilizada por Techland en los pósteres de Dying Light. La cita, que decía: “Me encanta este juego. ¡Es taaan increíble!”, extendió controversia, ya que venía de un vídeo aparentemente promocional, con él jugando Dying Light. En respuesta a la cuestión, PewDiePie tuiteó, “Me encanta este juego. ¡Es taaan increíble!” – IGN.” Cuando otro usuario de Twitter mencionó el tema, etiquetando a PewDiePie en su tuit, él respondió: “Yo ni siquiera recuerdo haber dicho esto”.
A pesar de estas asociaciones, PewDiePie mantiene que él tiene muy pocas promociones y que trabaja con pocas marcas. Además, PewDiePie publicó en Reddit, “hago más de lo que necesito de YouTube”, agregando, “con esa libertad, pero también respetando a mis fans por hacer esto posible, no terminó haciendo muchos avales”. Sobre este tema, PewDiePie ha afirmado que es decepcionante cuando una gran parte de la gente malinterpreta un componente de su carácter; afirma, “si menciono en Twitter que me parece ese o aquél proyecto de Kickstarter bueno, la gente comienza inmediatamente a preguntar qué intereses económicos tengo en él. Cosas así me llevar hacia abajo. Pero no es personal; algunas personas simplemente prefieren creer lo peor de los demás en un momento dado”.
El canal de PewDiePie está asociado con Polaris, que es parte de Maker Studios, una red multicanal que maneja el crecimiento de los canales que están asociados con ella. A pesar de haber firmado con una red, PewDiePie niega a contratar a un editor para ayudarle con su salidas de vídeos, diciendo “Quiero que YouTube sea YouTube”.
PewDiePie ha expresado desdén con la compañía Machinima, una red rival con la que había firmado antes que con Maker Studios. Sintiéndose frustrado con la forma en Machinima lo trató, PewDiePie contrató a un abogado para liberarlo de su contrato con la red.
En octubre de 2014, PewDiePie comenzó a insinuar la posibilidad de que podría no renovar su contrato con Maker Studios a su vencimiento en diciembre de 2014. Los reportes que cubrían esta información también agregaron que PewDiePie expresó sus frustración con la empresa padre del estudio, Disney; PewDiePie fue citado diciendo: “El hecho de que Disney comprara Maker Studios en realidad no cambia nada para mí. Si pido ayuda, ellos responden, pero eso es todo el contacto que tenemos. Veremos qué pasa”. En lugar de volver a firmar con Maker Studios, PewDiePie ha reflexionado en la opción de iniciar su propia red, a pesar de que se ha negado a proporcionar detalles en profundidad sobre el tema. Sin embargo, a la luz de los medios de prensa que informaron su desinterés con Maker Studios, PewDiePie tuiteó, "Me siento como si estuviera mal citado en el Wall Street Journal y estoy muy contento con el trabajo que el Maker Studios ha estado haciendo por mí". Al final PewDiePie, continuó con la creación de vídeos con Maker Studios; su relación con la red ha visto que Maker Studios estableciera un sitio web oficial PewDiePie, una aplicación y una tienda online para vender mercancías del "Ejército Bro", mientras que PewDiePie promueve los intereses de los medios de comunicación de Maker Studios y le da a la red una parte de su ingresos por publicidad de YouTube.
A principios de 2015, Nintendo lanzó su Programa Creador, con el fin de compartir ingresos con los creadores de vídeos de YouTube que contaran en sus vídeos con algún juego perteneciente a ellos. PewDiePie se unió a varios jugadores para criticar el programa. PewDiePie llamó al programa "“una bofetada en la cara a los canales de YouTube que sólo se centran en los juegos de Nintendo”, y agregó “Las personas que han ayudado y mostrado pasión por la comunidad de Nintendo son los que quedan más en la tierra”.
A pesar de las críticas de PewDiePie y otros jugadores por igual, Nintendo experimentó más solicitudes de creadores de vídeos de YouTube más de lo esperado, provocando una extensión en el tiempo de espera de 72 horas para la aprobación de vídeo a través del programa. Además, PewDiePie, ha dicho, “yo todavía juego juegos de Nintendo que yo quiero jugar en mi canal como es costumbre. Tengo la suerte de estar en una situación en la que la pérdida de ingresos por publicidad en algunos vídeos no importa. Sin embargo, muchas personas de YouTube no están en esa situación”. En última instancia, el punto focal de la crítica es hacia la aprobación de un vídeo que Nintendo tiene que administrar, y puede ser motivado por intenciones sesgadas.

#### Revelmode
En enero de 2016, PewDiePie anunció una asociación con Maker Studios para producir Revelmode, una subred de Maker Studios, que mostraría a PewDiePie y a sus amigos en YouTube en una serie original. El jefe de Maker Studios, Courtney Holt, declaró: "Estamos encantados de estar con Felix," después del trato. Junto con PewDiePie, otros usuarios de YouTube firmaron inicialmente con la red, incluidos CutiePieMarzia, CinnamonToastKen, Dodger, Emma Blackery, Jacksepticeye, jalea, Kwebbelkop, y Markiplier. Sin embargo, debido a una controversia relacionada con chistes anti-semíticos, en el 2017, Revelmode cortó lazos con PewDiePie

### Polémicas

#### Publicidad encubierta pagada por Warner Bros.

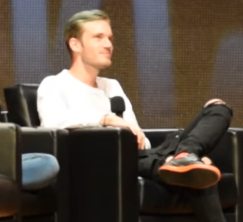
Felix en la Penny Arcade Expo de 2016.

El 11 de julio de 2016 la Comisión Federal de Comercio de Estados Unidos multó a Warner Bros por pagar miles de dólares a influencers en línea, entre ellos el propio PewDiePie, para promocionar el videojuego La Tierra Media: Sombras de Mordor, pero no comunicar abiertamente que era un anuncio, haciéndolo pasar por una reseña del juego. Según la sentencia, “los consumidores tienen derecho a saber si la gente que habla de los videojuegos está aportando su propia opinión o si se trata de discursos pagados.” La FTC ha prohibido a Warner Bros volver a usar este tipo de publicidad para sus juegos o se vería sometida a sanciones civiles.
PewDiePie respondió al día siguiente con un vídeo declarando que se sentía injustamente señalado e insistiendo en que no hizo nada malo. Dice que en su vídeo original advirtió el patrocinio en la sección de descripción. La FTC, en su queja contra Warner Bros., dijo que los avisos en los campos de descripción de los vídeos no fueron suficientes al ser desplegables ocultos. PewDiePie comentó sobre cobertura mediática de la noticia de la FTC con Warner Bros: “Sí, podría haberlo avisado mejor. Podría haberlo puesto encima del desplegable o en el propio vídeo, pero básicamente, todas estas noticias me están usando como un clickbait, para avergonzar mi nombre, cuando ni siquiera hice nada malo.”

#### Twitter suspende su cuenta
El 31 de agosto de 2016 Twitter suspendió temporalmente su cuenta tras una broma. Todo comienza cuando el youtuber pidió que retiraran su icono azul de verificación de la red de microblogging para burlarse de los que piensan que es un símbolo de estatus social. Una cuenta parodia y ficticia del canal Sky News aprovechó para difundir una noticia falsa diciendo que había perdido dicha verificación por unirse al Estado Islámico. PewDiePie respondió siguiendo la broma que, efectivamente, él y JackSepticEye formaban parte de ellos. Tras ese comentario, Twitter suspendió su cuenta por la norma que no permite “asociaciones o personas asociadas con la promoción del odio”. Twitter restauró su cuenta varias horas después.

#### Disney rompe su contrato
El 14 de febrero de 2017 el Wall Street Journal revelaba que Disney, la propietaria de Maker Studios, había roto sus lazos con PewDiePie tras un montaje del mismo diario en el que recopilaba contenido supuestamente antisemita y con referencias nazis recortado de vídeos de PewDiePie. Según un análisis de tres periodistas del periódico, en los últimos seis meses había publicado hasta nueve vídeos con contenido y chistes de esa temática: el día el 11 de enero del mismo año publicó uno en el que se veía a dos hombres sujetando una pancarta con la frase: “Muerte a todos los judíos”; en otro del día 22 de enero hay un hombre disfrazado de Jesús diciendo “Hitler no hizo absolutamente nada malo”. El propio Kjellberg reconoció que ese material era ofensivo, pero cree que no apoya “ninguna clase de actitudes odiosas”. Escribió en su perfil de Tumblr una entrada en la que aseguraba que “de ninguna manera” apoya “ninguna clase de incitación al odio”. “Aunque no era mi intención, entiendo que las bromas eran, en última instancia, ofensivas”. “A cualquiera que no esté seguro de mi punto de vista respecto a los grupos basados en el odio: No, yo no apoyo a estas personas de ninguna manera”.
Tras la polémica, YouTube suspendió la segunda temporada de su show, Scare PewDiePie: Game Over y quitó a su canal de la plataforma de anuncios Google Preferred. Kjellberg declaró que se trataba de una campaña para desacreditarlo. El Wall Street Journal mostró detalles importantes como que alguno de los vídeos se titulaba "No hagáis esto" o que la simbología nazi se usó para criticar la nueva moderación de YouTube. Otra de las disculpas del youtuber es que algunos de esos vídeos se hicieron para poner al límite la web Fiverr, un sitio que permite pagar a trabajadores autónomos de cualquier parte del mundo para hacer cualquier faena.

### Caridad
La popularidad de PewDiePie le ha permitido promover recaudaciones de fondos para diversas causas benéficas. En febrero de 2012, PewDiePie se postuló para el rey de la Web, un concurso en línea. Perdió el título general, sin embargo, se convirtió en el "Rey del Juego de la Web" para el periodo de votación de 15 de febrero de 2012. Durante el siguiente período de votación, PewDiePie ganó y donó sus ganancias al Fondo Mundial para la Naturaleza. Ha recaudado dinero para el Hospital de Investigación St. Jude Children.
PewDiePie también comenzó una caridad de "Campaña de Agua", donde sus fanes podrían donar dinero a la caridad de agua, en celebración por haber llegado a diez millones de subscriptores. PewDiePie también contribuyó un dólar a la caridad para cada 500 vistas de vídeo, anunciado que la campaña acumula, hasta un máximo de $10,000 dólares. PewDiePie tenía el objetivo de juntar $250,000 dólares, al final de la campaña la cantidad recaudada fue de $446,462 dólares. En junio de 2014, PewDiePie, anunció que una cuarta caridad para "Save the Children" recaudó más de $630,000 dólares superando la meta $ 250,000. En una entrevista con la revista sueca Icon, él ha expresado su deseo de continuar estas caridades conforme pasa el tiempo, y también se le atribuye a John y Hank Green como dos personas que le dieron la idea de hacer vídeos únicos para la caridad. Estos vídeos son comprados por fabricantes de juegos y anunciantes, con precios que van hasta $50,000.

### Apariciones en otros medios
Aparte de su propio canal en YouTube, PewDiePie ha hecho apariciones en los vídeos de otros creadores de YouTube y series. En abril de 2013, hizo un cameo en un episodio de Epic Rap Battles of History, con Mijaíl Barýshnikov. En julio de 2013, participó junto a Jenna Marbles; y Anthony Padilla e Ian Hecox de Smosh, como juez invitado en la segunda temporada de Internet Icon. PewDiePie también apareció en las ediciones de 2013 y 2014 de la serie anual de fin de año de YouTube, Rewind.
En junio de 2014 Sveriges Radio dejó que Kjellberg fuese anfitrión de un episodio del programa de radio Sommar i P1. El episodio fue grabado en sueco e inglés; la versión sueca se transmitió 9 de agosto de 2014 en Sveriges Radio P1, y la versión en inglés fue publicada en línea, en un servidor dedicado con capacidad adicional para evitar la caída del servidor Sveriges Radio. El enlace a la versión sueca de la emisión fue compartido más de 3.500 veces, y el enlace a la versión en inglés fue compartido cerca de 49.000 veces.
En diciembre de 2014, PewDiePie fue estrella invitada en dos episodios de la temporada 18 de South Park, una de sus series favoritas. Los dos episodios sirvieron como un final de temporada de dos partes. La primera parte, titulada "#REHASH" salió al aire el 3 de diciembre, mientras que la segunda parte, titulada "#HappyHolograms", salió al aire el 10 de diciembre. En los episodios, se parodió a sí mismo y otros comentaristas de juegos, que agregaron comentarios sobre un juego de Call of Duty de una manera excesivamente expresiva. En "#REHASH", el personaje Kyle se pregunta por qué su hermano y los amigos de su hermano están a favor de ver a otros que comentan sobre los acontecimientos de un juego en lugar de experimentarlos ellos mismos
En julio de 2015, se anunció a PewDiePie como actor de voz en Oscar's Hotel for Fantastical Creatures, una serie de fantasía producida por Vimeo. En octubre del mismo año apareció como invitado en The Late Show with Stephen Colbert.

## Otros proyectos
El 24 de septiembre de 2015, PewDiePie lanzó su largamente esperado videojuego PewDiePie: Legend of the Brofist para las plataformas iOS y Android. El juego fue creado por el desarrollador de videojuegos canadiense Outerminds en colaboración con el propio Kjellberg.
El 20 de octubre del mismo año, sacó a la venta el libro This Book Loves You, una parodia de los libros de autoayuda que reúne aforismos, chistes y sabiduría, combinados con elementos visuales.
El 29 de septiembre de 2016, lanzó otro videojuego para iOS y Android, PewDiePie's Tuber Simulator, creado también por Outerminds.
El 12 de diciembre de 2019, ha lanzado el videojuego llamado Poopdie, creado por el estudio de juegos indie polaco Bulbware. Fue lanzado para Android e iOS, aunque fue aceptado para iOS el 23 de diciembre del mismo año (11 días después del lanzamiento oficial) ya que Apple, en primera instancia, había rechazado el juego por "tener contenido repugnante".

## Vida personal

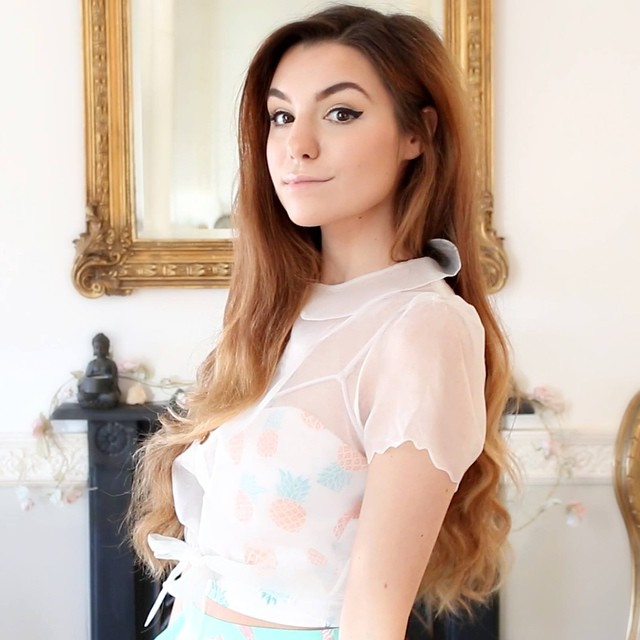
La youtuber italiana Marzia Bisognin es la actual esposa de PewDiePie.

Kjellberg es originario de Suecia pero se mudó a Italia para vivir con su novia, Marzia Bisognin (CutiePieMarzia); la cual es también una personalidad de YouTube. Los dos se conocieron a través de un amigo de Bisognin en 2011, y después de establecer una amistad en línea, Kjellberg voló a Italia para conocerla.
Los dos vivieron un tiempo en Suecia y luego en Italia antes de establecerse en Brighton, Inglaterra. Kjellberg se trasladó al Reino Unido en julio de 2013 para tener una mejor conectividad a Internet. Kjellberg admite que le gusta vivir en Brighton ya que es capaz de vivir en el anonimato en general, añadiendo que una de las razones por las que no se ha mudado a Los Ángeles es que "Cada vez que estoy allí, la gente está dándome palmaditas en la espalda, diciéndote lo grande que eres. Se mete con tu cerebro. Empecé con YouTube porque estaba aburrido, no para ser famoso". En junio de 2016, Kjellberg anunció que había sido desalojado después de que un vecino se enfrentó a él por ser demasiado ruidoso.
El 27 de abril de 2018, Marzia anunció en Instagram que Kjellberg le propuso matrimonio durante un viaje a Yokohama, Japón. El 20 de agosto de 2019, Felix anunció que el día anterior se había casado con su pareja Marzia Bisognin, en una ceremonia privada en Londres, publicando varias fotografías de las nupcias por medio de Twitter e Instagram. En febrero de 2023 se hizo público que estaban esperando su primer hijo. Su hijo Björn nació el 11 de julio de 2023.

## Filmografía

### Televisión
| Año  | Serie      | Rol      | Network        | Notas              | Ref.    |
| ---- | ---------- | -------- | -------------- | ------------------ | ------- |
| 2014 | South Park | Él mismo | Comedy Central | Cameo; 2 episodios | [ 207 ] |

### Web
| Año(s)          | Título                                  | Rol                   | Episodios | Ref.    |
| --------------- | --------------------------------------- | --------------------- | --------- | ------- |
| 2013            | Internet Icon                           | Él mismo              | 1         | [ 200 ] |
| 2013, 2015      | Smosh Babies                            | Baby Pewds            | 2         | [ 229 ] |
| 2013–2016, 2019 | YouTube Rewind                          | Él mismo              | 5         | [ 230 ] |
| 2014            | Good Mythical Morning                   | Él mismo              | 1         | [ 231 ] |
| 2014            | asdfmovie                               | Lonely Guy / Magician | 1         | [ 232 ] |
| 2015            | Oscar's Hotel for Fantastical Creatures | Brock                 | 6         | [ 209 ] |
| 2015            | Pugatory                                | Edgar                 | 6         | [ 233 ] |
| 2016            | Scare PewDiePie                         | Él mismo              | 10        | [ 234 ] |

### Videos musicales
| Año  | Título                                   | Artistas                    | Role                | Ref.    |
| ---- | ---------------------------------------- | --------------------------- | ------------------- | ------- |
| 2013 | Rasputin vs Stalin                       | Epic Rap Battles of History | Mikhail Baryshnikov | [ 199 ] |
| 2016 | Alexander the Great vs Ivan the Terrible | Epic Rap Battles of History | Mikhail Baryshnikov | [ 235 ] |
| 2017 | Asian Jake Paul                          | iDubbbz con Boyinaband      | Él mismo            | [ 236 ] |

### Videojuegos
| Año  | Título           | Rol      | Notas | Ref.    |
| ---- | ---------------- | -------- | ----- | ------- |
| 2017 | Pinstripe        | Él mismo | Cameo | [ 237 ] |
| 2017 | YouTubers Life 2 | Él mismo | Cameo | [ 238 ] |

## Discografía

### Singles
| Año  | Título          | Notas                         | Ref     |
| ---- | --------------- | ----------------------------- | ------- |
| 2018 | Bitch Lasagna   | Junto con Party In Backyard   | [ 239 ] |
| 2018 | Rewind Time     | Junto con Party In Backyard   | [ 240 ] |
| 2019 | Congratulations | Junto con Roomie y Boyinaband | [ 241 ] |
| 2019 | Mine All Day    | Junto con Party In Backyard   | [ 242 ] |
| 2021 | Coco            |                               | [ 243 ] |

## Videojuegos
| Año  | Título                           | Desarrollador     | Rol            | Ref(s)  |
| ---- | -------------------------------- | ----------------- | -------------- | ------- |
| 2015 | PewDiePie: Legend of the Brofist | Outerminds Inc.   | Él mismo (voz) | [ 244 ] |
| 2016 | PewDiePie's Tuber Simulator      | Outerminds Inc.   | Él mismo (voz) | [ 245 ] |
| 2018 | Animal Super Squad               | Doublemoose Games | Actor de voz   | [ 246 ] |
| 2019 | PewDiePie's Pixelings            | Outerminds Inc.   | Él mismo (voz) | [ 247 ] |
| 2019 | Poopdie                          | Bulbware          | Actor de voz   | [ 248 ] |

## Premios y nominaciones
| Año  | Evento                       | Categoría                                    | Resultado | Ref(s)        |
| ---- | ---------------------------- | -------------------------------------------- | --------- | ------------- |
| 2013 | Starcount Social Star Awards | Show Social Más Popular                      | Ganador   | [ 26 ] [ 27 ] |
| 2013 | Starcount Social Star Awards | Premio Estrella Social de Suecia             | Ganador   | [ 25 ]        |
| 2013 | Shorty Awards                | #Videojuegos                                 | Ganador   | [ 249 ]       |
| 2014 | 2014 Teen Choice Awards      | Estrella Web: Videojuegos                    | Ganador   | [ 250 ]       |
| 2014 | 4th Streamy Awards           | Mejor Canal de Juegos, Show o Serie          | Nominado  | [ 251 ]       |
| 2015 | 2015 Teen Choice Awards      | Estrella Web Seleccionada: Hombre            | Nominado  | [ 252 ]       |
| 2015 | 5th Streamy Awards           | Mejor Canal de Primera Persona, Show o Serie | Nominado  | [ 253 ]       |
| 2015 | 5th Streamy Awards           | Mejor Canal de Videojuegos, Show, o Serie    | Ganador   | [ 253 ]       |
| 2015 | 2015 Golden Joystick Awards  | Personalidad de los videojuegos              | Ganador   | [ 254 ]       |
| 2016 | 8th Shorty Awards            | YouTuber del Año                             | Nominado  | [ 255 ]       |
| 2017 | 43rd People's Choice Awards  | Estrella favorita de YouTube                 | Nominado  | [ 256 ]       |
| 2019 | 2019 Teen Choice Awards      | Gamer favorito                               | Ganador   | [ 257 ]       |